# یونگ آ-رام
یونگ آ-رام (انگلیسی: Jung A-ram; ۱۰ نوامبر ۱۹۹۸) وزنه‌بردار زن اهل کره جنوبی است.
وی در مسابقات بین‌المللی در مجموع برندهٔ ۲ مدال برنز شده‌است. 